# Piero Drogo
Piero Drogo, né le 8 août 1926 à Vignale Monferrato (province d'Alexandrie) et mort le 28 avril 1973 à Bologne (Emilie Romagne), est un ancien pilote automobile amateur et carrossier italien. Il disputa principalement des courses d'endurance en Amérique du Sud, dans les années 1950. En 1960, il s'aligna au Grand Prix d'Italie au volant d'une Cooper de formule 2, se classant huitième de l'épreuve. Ce fut son unique participation à une manche de championnat du monde de Formule 1. Dans les années 1960, retiré de la compétition il fonda la Carrozzeria Sports Cars, entreprise spécialisée dans les carrosseries de voitures de sport italiennes. Il disparut à l'âge de quarante-six ans, victime d'un accident de la circulation. 